# Apfeltrach
Apfeltrach è un comune tedesco di 954 abitanti, situato nel land della Baviera.